# FKラドニチュキ・ピロト
フドバルスキ・クルブ・ラドニチュキ・ピロト（セルビア語: Фудбалски клуб Раднички Пирот, セルビア・クロアチア語: Fudbalski klub Radnički Pirot）は、セルビアのピロトをホームタウンとするサッカークラブである。

## 歴史
1945年に創設された。

## 歴代所属選手
- ラディヴォイェ・マニッチ 1988-1991, 1992-1993, 2002-2003, 2003-2004, 2005-2006
- ヨヴァン・スタンコヴィッチ 1989-1991
- イヴァン・グヴォズデノヴィッチ 1996-1997
- アンドリヤ・カルジェロヴィッチ 2007